# Port Republic
Port Republic és una població dels Estats Units a l'estat de Nova Jersey. Segons el cens del 2007 tenia 1.220 habitants.

## Demografia
Segons el cens del 2000, Port Republic tenia 1.037 habitants, 365 habitatges, i 289 famílies. La densitat de població era de 52,5 habitants/km².
Dels 365 habitatges en un 36,7% hi vivien nens de menys de 18 anys, en un 64,9% hi vivien parelles casades, en un 10,1% dones solteres, i en un 20,8% no eren unitats familiars. En el 16,7% dels habitatges hi vivien persones soles el 7,9% de les quals corresponia a persones de 65 anys o més que vivien soles. El nombre mitjà de persones vivint en cada habitatge era de 2,82 i el nombre mitjà de persones que vivien en cada família era de 3,17.
Per edats la població es repartia de la següent manera: un 24% tenia menys de 18 anys, un 8% entre 18 i 24, un 26,1% entre 25 i 44, un 29,9% de 45 a 60 i un 12% 65 anys o més.
L'edat mediana era de 41 anys. Per cada 100 dones de 18 o més anys hi havia 93,1 homes.
La renda mediana per habitatge era de 65.833 $ i la renda mediana per família de 70.714 $. Els homes tenien una renda mediana de 42.833 $ mentre que les dones 34.375 $. La renda per capita de la població era de 24.369 $. Aproximadament el 3,2% de les famílies i el 3,5% de la població estaven per davall del llindar de pobresa.

## Poblacions més properes
El següent diagrama mostra les poblacions més properes.